# Bicolline
Bicolline er et fantasy kampliverollespil, der blev grundlagt i 1994. Det var dog ikke før 1996 at Le Duché de Bicolline og det første officielle "Grande Bataille" fandt sted og blev dannet. Begivenheden foregår på det dedikeret sted, der dækker 140 ha. og to middelalderlige landsbyer. Le Duché de Bicolline ligger i Saint-Mathieu-du-Parc nær Shawinigan, Quebec i Canada.
De største events inkluderer omkring 4.000 rollespillere og foregår over 7 dage.